# 青山加織
青山 加織（あおやま かおり、1985年7月4日 - ）は、日本の女子プロゴルファー。熊本県熊本市南区出身。身長154cm。体重50kg。血液型O型。所属はリクルートエグゼクティブエージェント。坂田ジュニアゴルフ塾出身者で、最終学歴は九州東海大学応用情報学部（現・東海大学）。得意クラブはパター。師匠は岡本綾子。

## 経歴
4歳の頃よりゴルフに触れ、熊本市立田迎南小学校4年次（10歳）に坂田ジュニアゴルフ塾に入塾した頃より本格的にゴルフを始める。小学5年次に日本女子アマチュアゴルフ選手権競技、小学6年次にプロゴルフトーナメント・再春館レディースに出場を果たし、共に小学生初・当時史上最年少出場という快挙であったためマスコミの注目を浴びた。
熊本市立託麻中学校在学時の2001年に全国中学校ゴルフ選手権で優勝し、東海大学付属第二高等学校在学時の2002年に九州女子アマチュア選手権で初優勝。九州東海大学在学時にも2004年と2005年の2度九州女子アマチュアで優勝し、2006年9月にプロ転向を宣言する。
2007年は、ステップ・アップ・ツアー「SANKYOレディースカップ」と「ANA PRINCESS CUP」で優勝。レギュラーツアーは優勝こそなかったもののニチレイPGMレディスで2位となり、賞金ランキング62位、獲得賞金1126万4500円。
2008年は、ステップ・アップ・ツアー「デオデオカップ」で優勝。レギュラーツアーの最高位はプロミスレディスゴルフトーナメントの6位、賞金ランキング78位、獲得賞金677万9000円。
2009年はマンシングウェアレディース・東海クラシック4位が最高位であったものの、ベスト10入りすること7回、賞金ランキングは35位、獲得賞金2604万7074円となり、初のシード権を獲得した。
2016年の熊本地震で自宅が被災し、自ら軽トラックのハンドルを握って物資を運ぶなどの活動をし、「ゴルフを通じた社会貢献や振興に尽力」主旨で日本ゴルフジャーナリスト協会大賞を2017年に受賞した。
2017年2月、一般人の男性と結婚したことを発表した。

## 契約先
- 所属 - コンフェックス
- スポンサー - コンフェックス、SRIXON、堀場製作所、シモンズ
- クラブ・ボール・ウェア・シューズ - ダンロップ
- 業務提携 - クロス・ビー

## 主な成績

### アマチュア
（団体成績は除く）
- 1997年
  - 九州高校選手権小学生 女子の部・優勝
  - UMKジュニア選手権小学生 女子の部・2位
- 2000年
  - 全国中学校ゴルフ選手権・2位
  - 日本ジュニアゴルフ選手権競技 女子12歳-14歳の部・2位
- 2001年
  - 全国中学校ゴルフ選手権大会・優勝
- 2002年
  - 九州女子アマチュアゴルフ選手権・優勝
- 2004年
  - 九州女子アマチュアゴルフ選手権・優勝
  - 九州女子学生ゴルフ選手権・2位
  - 国民体育大会 成年女子の部・2位
- 2005年
  - 九州女子アマチュアゴルフ選手権・優勝

### プロ
- 2007年
  - ステップ・アップ・ツアー「SANKYOレディースカップ」・優勝
  - ステップ・アップ・ツアー「ANA PRINCESS CUP」・優勝
  - ニチレイPGMレディス・2位
- 2008年
  - ステップ・アップ・ツアー「デオデオカップ」・優勝
- 2011年
  - 中京テレビ・ブリヂストンレディスオープン・2位